# 구미 도리사 석탑
구미 도리사 석탑(龜尾 桃李寺 石塔)은 대한민국 경상북도 구미시 해평면 송곡리 도리사 경내에 위치한 석탑으로, 모전석탑과 유사한 형태를 취하고 있다. 각각 한 면에 문틀을 돋을새김한 널돌이 끼워져 있으며, 맨 위의 2개 층이 노반과 탑신부의 구분이 분명치않아 희귀한 모습을 취한 탑이다. 1968년 12월 19일 대한민국의 보물 제470호로 지정되었다.

## 형태
기본적으로 방형의 기단을 놓고, 그 위에 탑신을 올렸다. 지대석은 10장의 장대석으로 이루어져, 위에는 각각 한 개의 받침으로 기단을 받치고 있다.
기단의 네 귀퉁이에 방주(方柱)를 세우고, 동·서·남면은 6장의 판석으로, 북면은 7장의 판석으로 둘러쌓았다. 남면에는 장방형의 문틀이 음각되어 있다. 기단의 갑석도 네 귀퉁이에 판석을 놓고, 여러 장의 돌로 쌓았는데 각 면이 3장씩이다. 갑석의 위에는 별 구조 없이 탑신이 놓여 있으며, 각 층은 10여 개의 돌로 구성되었다.
탑신은 3층이며, 탑신 위의 옥개는 일반적인 석탑의 옥개와는 달리 지붕형이 아니다. 따라서 받침이 각출되지 않고, 일반 탑과 같이 윗 면에 여러 층단이 마련되어 있다. 정상에는 원형의 앙화(仰花)와 보주가 놓였다.
앙화석에는 홑연꽃이 조각되었는데, 각 연봉의 줄기가 양쪽으로 꽃가지를 뻗쳐 아래까지 연결하고 있다. 연봉 사이에는 화판(花瓣)에 연꽃 장식을 양각하였다.
이러한 석탑의 형태가 일반 탑과 기단부의 구성부터 달리하는 계단(戒壇)과 같은 느낌을 주므로, 화엄계단이라고도 한다.

## 참고 문헌
- 《구미시지》 보정판, 구미문화원.